# Trypetesa nasseroides
Trypetesa nasseroides is een rankpootkreeftensoort uit de familie van de Trypetesidae. De wetenschappelijke naam van de soort is voor het eerst geldig gepubliceerd in 1967 door Turquier.